# チンクエフロンディ
チンクエフロンディ（イタリア語: Cinquefrondi）は、イタリア共和国カラブリア州レッジョ・カラブリア県にある、人口約6,500人の基礎自治体（コムーネ）。

## 地理

### 位置・広がり

#### 隣接コムーネ
隣接するコムーネは以下の通り。
- アノーイア
- ジッフォーネ
- マンモラ
- ポリステナ
- サン・ジョルジョ・モルジェート